# Oostends Krekengebied
Het Oostends Krekengebied is een natuurgebied van 630 hectare in de West-Vlaamse gemeenten Oostende, Oudenburg en Gistel. Het gebied bevindt zich ten zuiden van de stad Oostende. Het krekengebied wordt doorkruist door de Groene 62.
Het gebied bestaat uit 5 delen:
- De Zwaanhoek, gelegen tussen de plaatsen Zandvoorde en Oudenburg
- De kreken Grote Keignaart en de Kleine Keignaart, ten zuidwesten van Zandvoorde
- Het gebied met de Sluiskreek, de Zoutekreek en de Straatkreek
- De Kleiputten van Snaaskerke
- Het Stadsrandbos nabij de Gouwelozekreek en de A10

Het betreft een deel van het West-Vlaams zeepoldergebied. De kreken zijn ontstaan nadat de Geuzen, die in Oostende de macht hadden, in 1585 de duinen aan de oostelijke zijde van de stad doorstaken waardoor het binnenstromende zeewater de stad beschermde tegen Spaansgezinde troepen. Dezen belegerden de stad van 1601-1604, waarna de stad alsnog veroverd werd door de troepen van Parma. De geul die zich vormde was later de plaats waar de haven van Oostende ontstond.
Het instromend zeewater vormde onder meer de Gouwelozekreek die landbouwgronden wegspoelde en in de loop van de volgende eeuwen dichtslibde en weer uitschuurde. In het begin van de 19e eeuw werd ze grotendeels gedempt of gekanaliseerd.  
De Keignaartkreek ontstond doordat de Keignaartpolder van 1664–1700 en van 1721–1803 gebruikt werd als spuikom om de Oostendse haven van slib te vrijwaren. Vervolgens werd de Spuikom van Oostende gegraven en kon de polder weer in gebruik worden genomen, waarbij echter de geul bleef bestaan.
De aanplant van het stadsrandbos werd begonnen in 1996 en de oppervlakte ervan bedraagt 75 hectare, hetgeen volgens plan nog zal worden uitgebreid tot 150 hectare. In dit gebied bevond zich het zogeheten Quaet Kasteel, dat echter door de inundatie werd verwoest.

## Zwaanhoek
De Zwaanhoek is in beheer bij Natuurpunt. Het is een watervogelgebied en wegens het zilte water in de ondergrond, is er sprake van zilte graslanden, die zeldzaam zijn.
In het gebied is een rondwandeling van dertien km uitgezet.

## Galerij

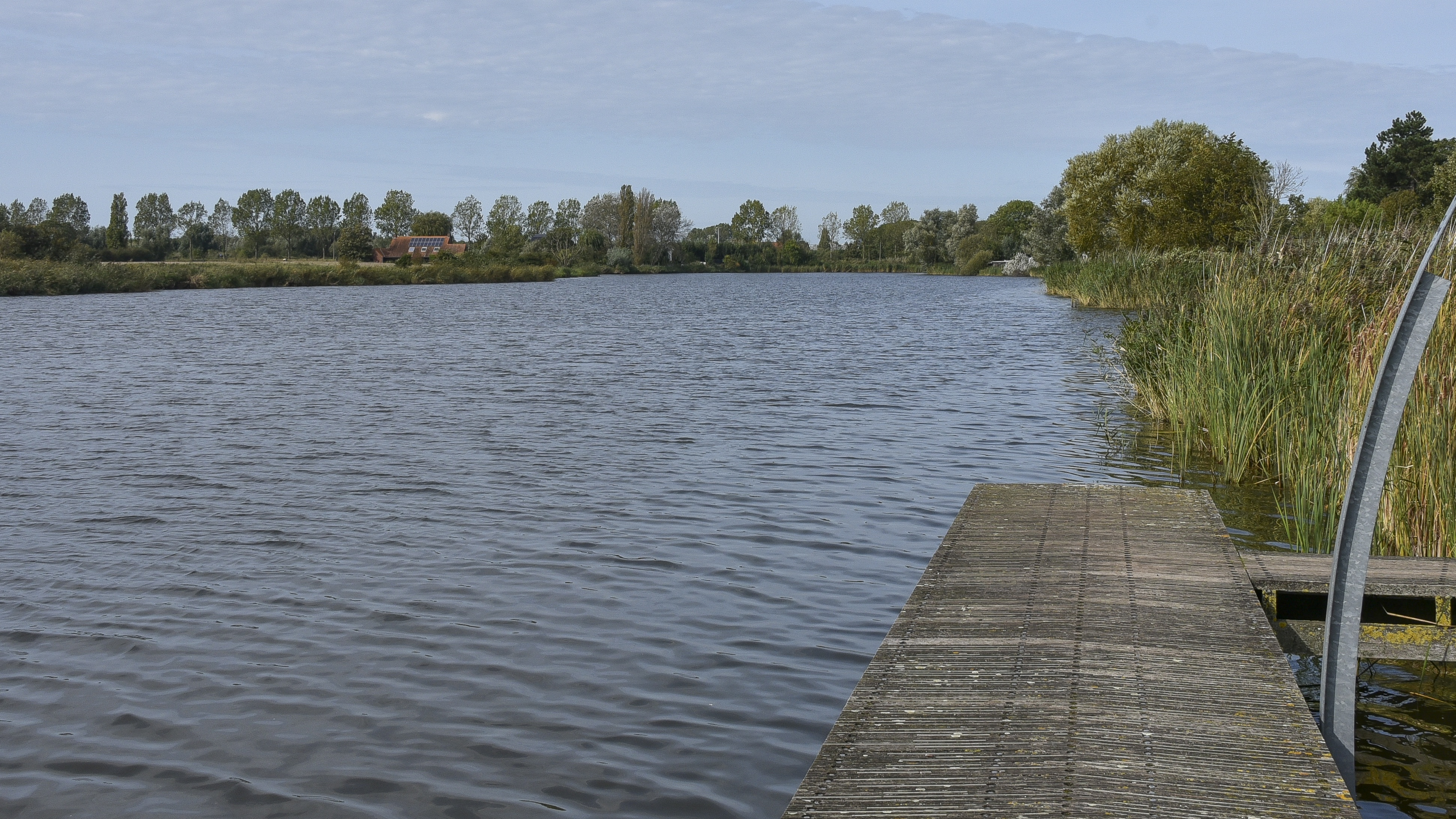
Keignaertkreek
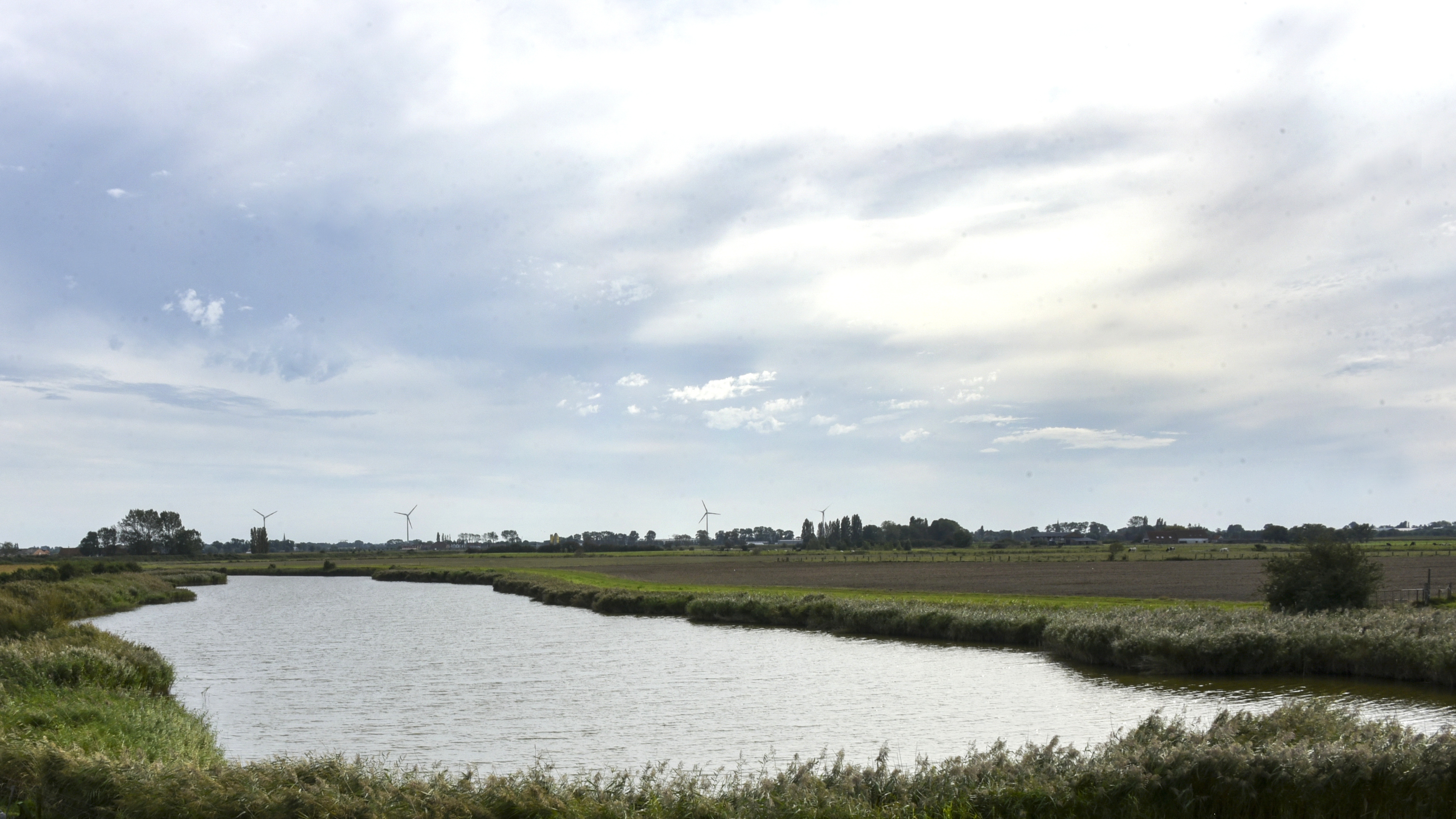
Zoutekreek
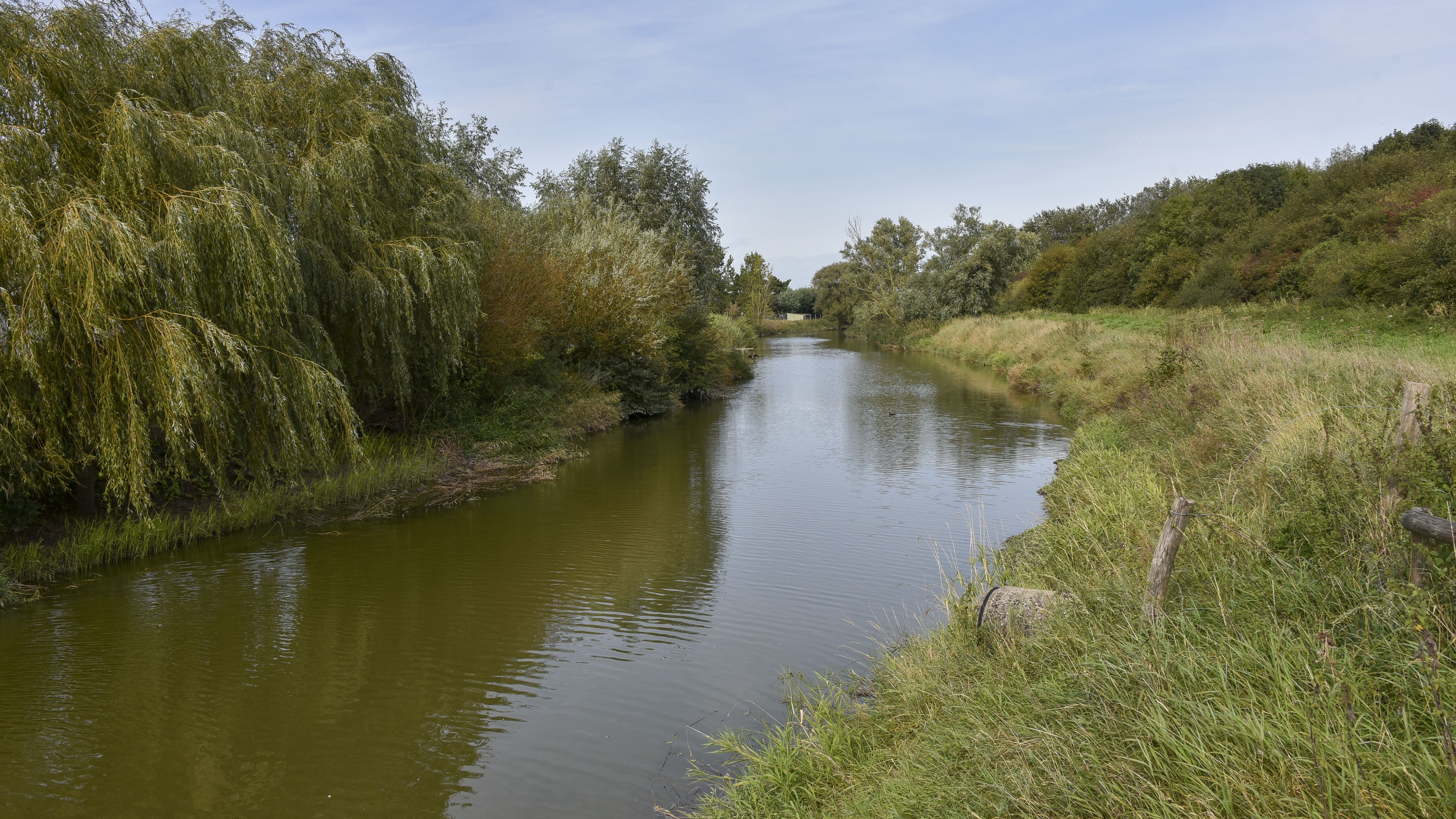
Gouwelozekreek op de grens met Stene